# Marcel Schlutt
Marcel Schlutt, né le 1er août 1977, est un présentateur de télévision allemand et un acteur de films pornographiques homosexuels.

## Biographie
Né à Demmin, il passe la plus grande partie de sa jeunesse à Bielefeld après la réunification allemande. À l'âge de dix-huit ans, il est remarqué par un photographe et commence à poser comme mannequin.
De 2002 à 2004, il travaille comme présentateur des émissions Sexy Gay Places, et Backstage - Das Magazin pour la chaîne de télévision Sky Deutschland.
En 2003, il se lance dans une carrière d'acteur pornographique, en Angleterre sous le pseudonyme de Ben Rodgers, et surtout pour le studio allemand Cazzo Film. Il joue en particulier le rôle principal dans les deux versions d'un film de prison : la version pornographique sous le titre Eingelocht (2003), la version soft sous le titre Gefangen (2004). Il tourne aussi pour le studio américain Lucas Entertainement, et tient le rôle d'un zombie dans un film du réalisateur canadien Bruce LaBruce.
Depuis 2012, il est journaliste de mode pour le magazine en ligne allemand Kaltblut,. Il vit à Berlin.

## Filmographie choisie

### Pornographique
- 2004 : Eingelocht de Jörg Andreas
- 2005 : Sex Klinik de Jörg Andreas, avec Christophe Chemin
- 2006 : Druck im Schlauch
- 2007 : Deep de Jörg Andreas, avec Fred Faurtin
- 2007 : Fickfracht ou Fuck Freight de Horst Braun
- 2007 : Liquid Heat
- 2007 : Cruising Budapest 2 de Michael Lucas
- 2008 : Fick den Touri ou Fuck the Tourist

### Non pornographique
- 2004 : Gefangen de Jörg Andreas
- 2008 : Otto; or Up with Dead People de Bruce LaBruce
- 2009 : Infidèles de Claude Pérès
- 2010 : Max and the City, coréalisé par Marcel Schlutt et Christian Slaughter
- 2010 : Alex und der Löwe
- 2012 : Men to Kiss de Robert Hasfogel